# 公廨銭
公廨銭（くがいせん/くげせん）とは、在京諸司に銭を支給し、出挙してその利息を以て公用の費や官人の給与に充てた銭。

## 概要
慶雲元年（704年）7月式部省・大学寮・散位寮に公廨禄を銭で支給したがその内容は不明である。その後、天平16年（744年）の紫香楽宮造営に伴う諸官司の急激な財政悪化に対応するために官司ごとに銭1000貫を公廨銭として与えて運用させ、経費の足しにすることになったが、運用の不振その他の理由から次第にその残高が減少していった。続いて宝亀6年（775年）には諸国の公廨稲の4分の1を中央に送らせて京官の俸禄として加えたが、多くても1貫文、少ない者では100文にしか行きわたらなかったために4年で廃止されるなど、公廨銭制度は十分に機能しなかった。